# 藤田駅
藤田駅（ふじたえき）は、福島県伊達郡国見町大字山崎字北町田にある東日本旅客鉄道（JR東日本）東北本線の駅である。

## 歴史
- 1900年（明治33年）9月5日：開業[3]。
- 1974年（昭和49年）10月1日：貨物の取り扱いを廃止[3]。
- 1984年（昭和59年）2月1日：荷物の扱いを廃止[3]。
- 1987年（昭和62年）4月1日：国鉄分割民営化により、東日本旅客鉄道の駅となる[3]。
- 2009年（平成21年）3月14日：ICカード「Suica」の利用が可能となる[報道 2]。
- 2018年（平成30年）
  - 9月末：仮駅舎に切り替えられる[4][報道 3][新聞 1]。
  - 11月8日：工事に伴い駅前ロータリーが閉鎖となる[5]。
- 2019年（平成31年）3月10日：新駅舎に建て替えをし、供用開始[報道 1]。
- 2022年（令和4年）10月31日：みどりの窓口の営業を終了[6]。
- 2024年（令和6年）10月1日：えきねっとQチケのサービスを開始[2][報道 4]。

## 駅構造
単式ホーム1面1線と島式ホーム1面2線、計2面3線のホームを持つ地上駅である。互いのホームは跨線橋で連絡している。単式ホームに接して駅舎がある。駅舎は、1934年（昭和9年）に建設され老朽化が進んでいることから、2019年（平成31年）3月に鉄骨平屋建ての新駅舎に建て替えられた。
福島統括センター（福島駅）が管理し、JR東日本東北総合サービスが受託する業務委託駅である。構内にはSuica対応自動券売機、簡易Suica改札機、待合室（駅舎内と2・3番線ホーム）、トイレ（駅舎外と1番線ホーム・共用）、自動販売機（飲料）がある。

### のりば
| 番線 | 路線      | 方向                     | 行先                     |
| ---- | --------- | ------------------------ | ------------------------ |
| 1    | ■東北本線 | 上り                     | 福島方面                 |
| 2    | ■東北本線 | （上下ともに一部の列車） | （上下ともに一部の列車） |
| 3    | ■東北本線 | 下り                     | 白石方面                 |

- 当駅始発は2番線を使用

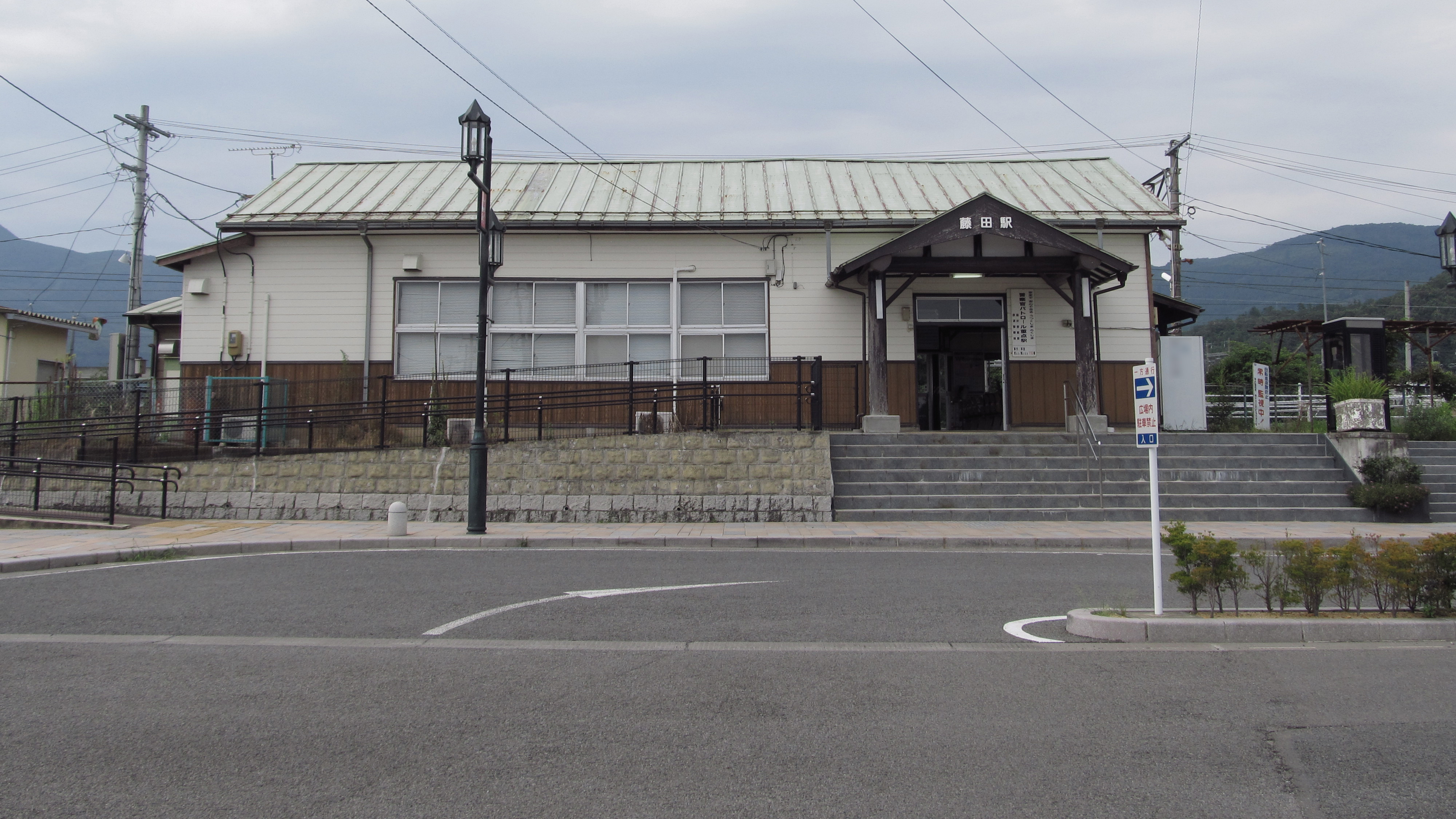
旧駅舎（2014年8月）
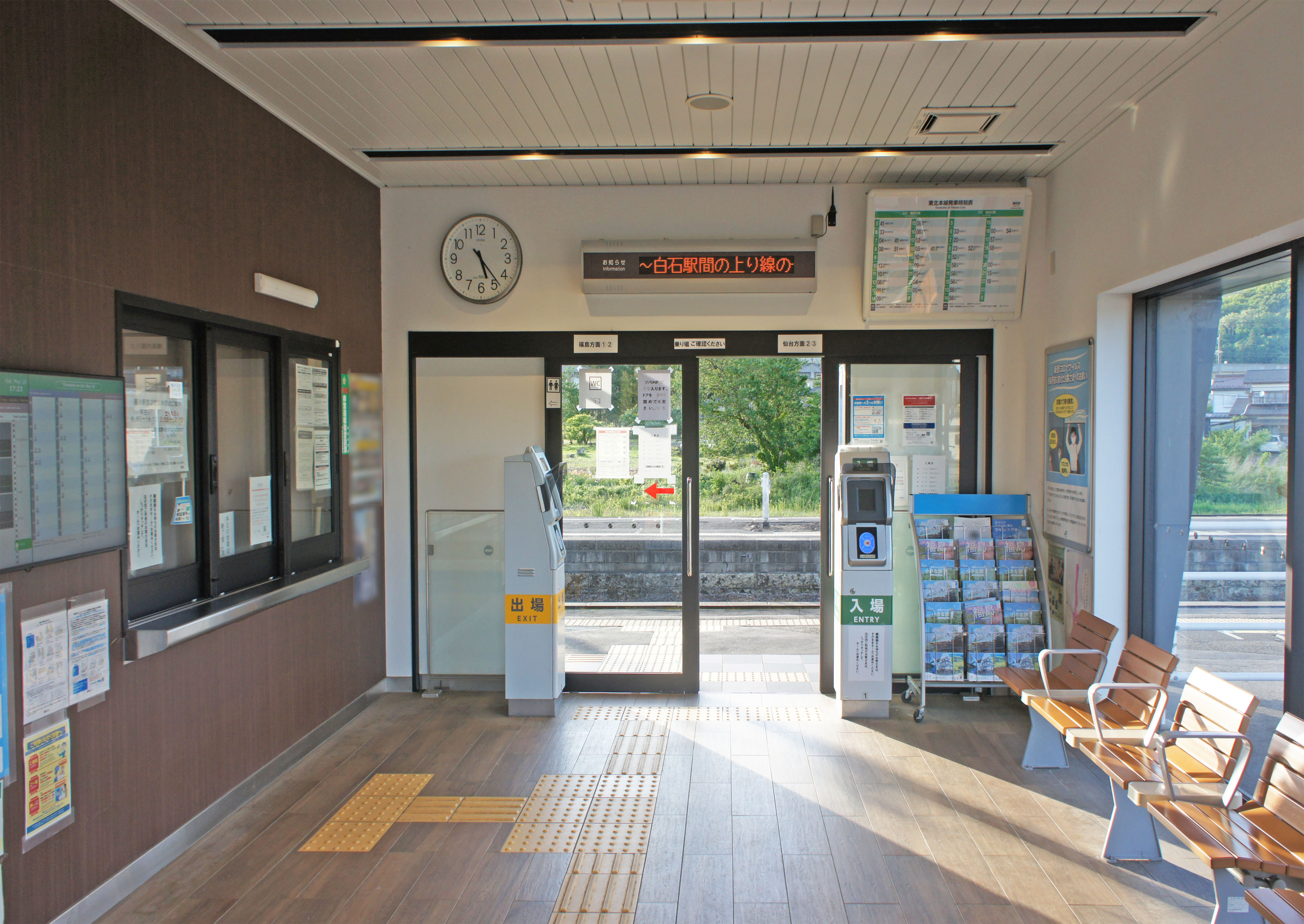
改札口（2022年5月）
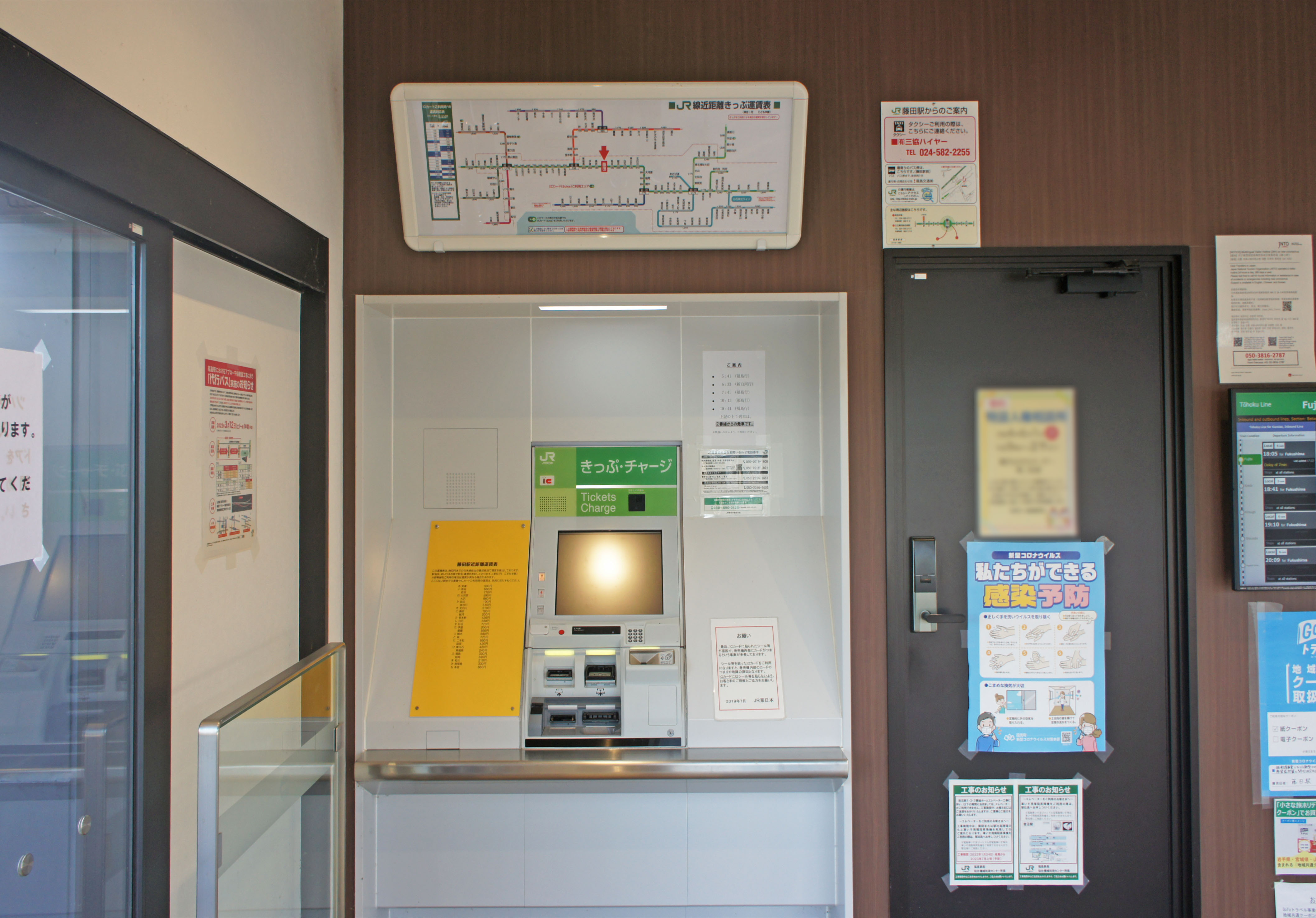
自動券売機（2022年5月）
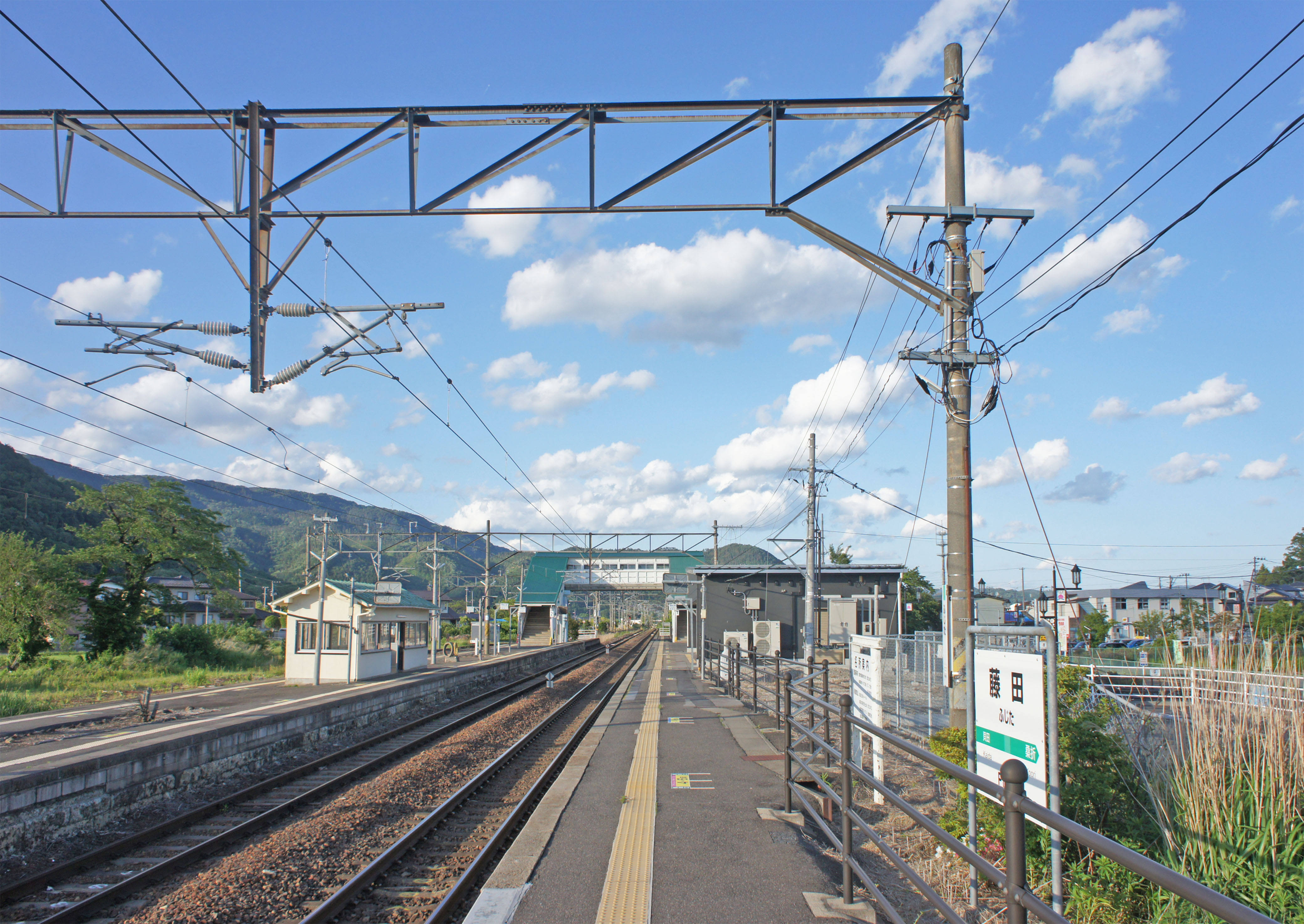
1番線ホーム（2022年5月）
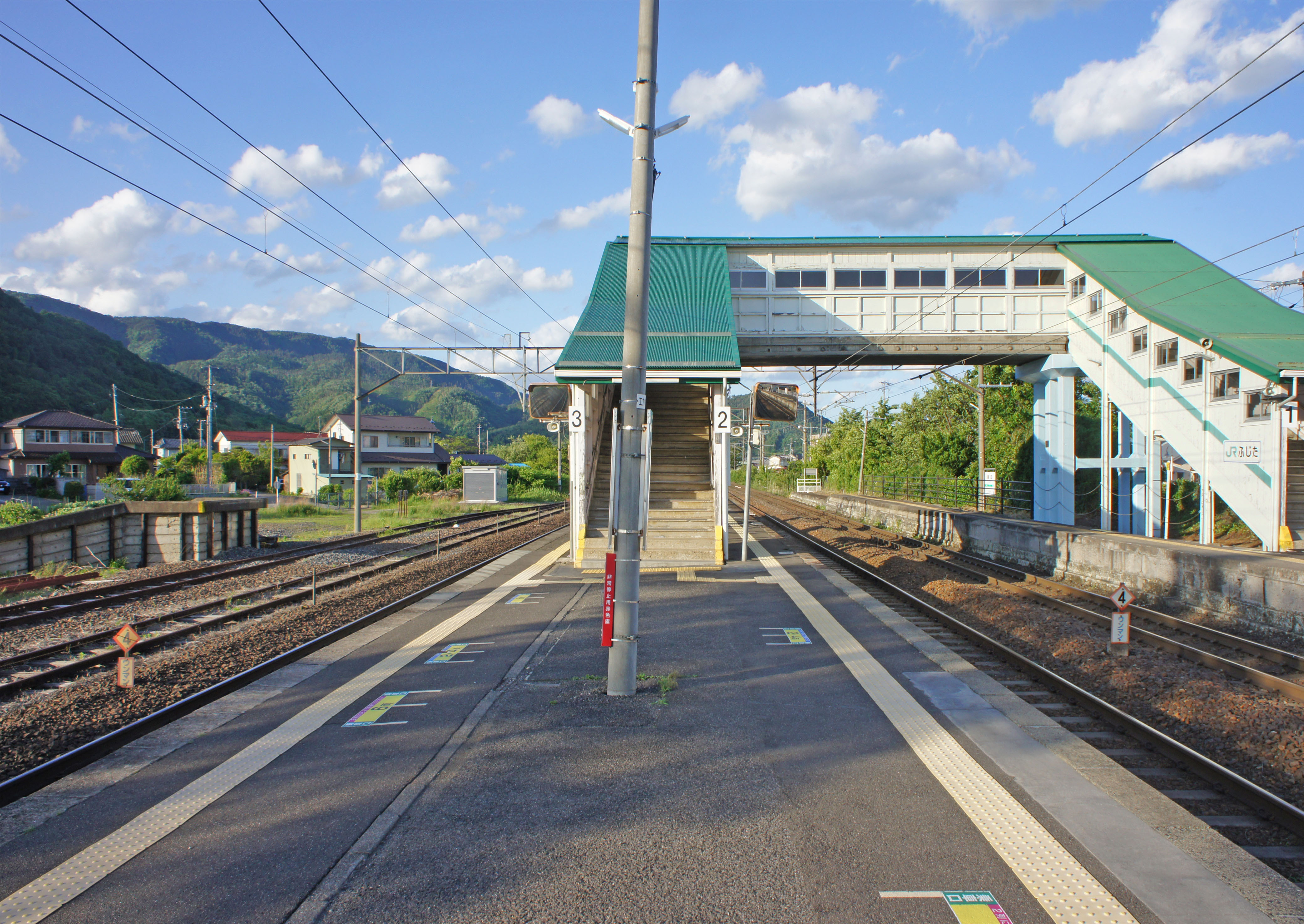
2・3番線ホーム（2022年5月）

## 利用状況
JR東日本によると、2023年度（令和5年度）の1日平均乗車人員は539人である。
2000年度（平成12年度）以降の推移は以下のとおりである。
| 1日平均乗車人員推移 | 1日平均乗車人員推移 | 1日平均乗車人員推移 | 1日平均乗車人員推移 | 1日平均乗車人員推移 |
| 年度                | 定期外              | 定期                | 合計                | 出典                |
| ------------------- | ------------------- | ------------------- | ------------------- | ------------------- |
| 2000年（平成12年）  |                     |                     | 868                 | [ 利用客数 2 ]      |
| 2001年（平成13年）  |                     |                     | 846                 | [ 利用客数 3 ]      |
| 2002年（平成14年）  |                     |                     | 806                 | [ 利用客数 4 ]      |
| 2003年（平成15年）  |                     |                     | 792                 | [ 利用客数 5 ]      |
| 2004年（平成16年）  |                     |                     | 785                 | [ 利用客数 6 ]      |
| 2005年（平成17年）  |                     |                     | 771                 | [ 利用客数 7 ]      |
| 2006年（平成18年）  |                     |                     | 771                 | [ 利用客数 8 ]      |
| 2007年（平成19年）  |                     |                     | 741                 | [ 利用客数 9 ]      |
| 2008年（平成20年）  |                     |                     | 727                 | [ 利用客数 10 ]     |
| 2009年（平成21年）  |                     |                     | 718                 | [ 利用客数 11 ]     |
| 2010年（平成22年）  |                     |                     | 681                 | [ 利用客数 12 ]     |
| 2011年（平成23年）  |                     |                     | 701                 | [ 利用客数 13 ]     |
| 2012年（平成24年）  | 159                 | 534                 | 693                 | [ 利用客数 14 ]     |
| 2013年（平成25年）  | 170                 | 537                 | 708                 | [ 利用客数 15 ]     |
| 2014年（平成26年）  | 168                 | 494                 | 663                 | [ 利用客数 16 ]     |
| 2015年（平成27年）  | 164                 | 504                 | 669                 | [ 利用客数 17 ]     |
| 2016年（平成28年）  | 156                 | 486                 | 642                 | [ 利用客数 18 ]     |
| 2017年（平成29年）  | 156                 | 481                 | 638                 | [ 利用客数 19 ]     |
| 2018年（平成30年）  | 158                 | 486                 | 645                 | [ 利用客数 20 ]     |
| 2019年（令和元年）  | 148                 | 500                 | 648                 | [ 利用客数 21 ]     |
| 2020年（令和02年）  | 81                  | 420                 | 501                 | [ 利用客数 22 ]     |
| 2021年（令和03年）  | 86                  | 412                 | 498                 | [ 利用客数 23 ]     |
| 2022年（令和04年）  | 105                 | 431                 | 537                 | [ 利用客数 24 ]     |
| 2023年（令和05年）  | 117                 | 422                 | 539                 | [ 利用客数 1 ]      |

## 駅周辺
- 藤田駅前広場
- 国見町立藤田保育所
- 鈴木屋旅館
- 赤井畑歯科医院
- 観月台公園
- 国見町観月台文化センター（仮庁舎）
- 公立藤田総合病院
- 国見郵便局
- 福島北警察署藤田駐在所
- 国見町役場
- 福島県道31号浪江国見線
- 宮城県道・福島県道46号白石国見線（七ヶ宿街道）
- 宮城県道・福島県道107号赤井畑国見線
- 福島県道320号五十沢国見線
- 国道4号
- 東北自動車道 国見インターチェンジ
- 普蔵川
- 福島交通（福島支社）「藤田南」停留所

## 隣の駅
東日本旅客鉄道（JR東日本）
■東北本線
桑折駅 - 藤田駅 - 貝田駅

### 記事本文

#### 報道発表資料
1. 1 2 3 4  『東北本線「藤田駅」が新しくなります。』（PDF）（プレスリリース）東日本旅客鉄道仙台支社、2019年2月28日。オリジナルの2020年5月18日時点におけるアーカイブ。2020年5月19日閲覧。
2. ↑  『Suicaをご利用いただけるエリアが広がります。』（PDF）（プレスリリース）東日本旅客鉄道、2008年12月22日。オリジナルの2020年5月24日時点におけるアーカイブ。2020年5月25日閲覧。
3. ↑  『東北本線「藤田駅」の建替えを行います。』（PDF）（プレスリリース）東日本旅客鉄道仙台支社、2018年7月26日。オリジナルの2020年5月19日時点におけるアーカイブ。2020年5月19日閲覧。
4. ↑  『Suicaエリア外もチケットレスで! 東北エリアから「えきねっとQチケ」がはじまります』（PDF）（プレスリリース）東日本旅客鉄道、2024年7月11日。オリジナルの2024年7月11日時点におけるアーカイブ。2024年8月1日閲覧。

#### 新聞記事
1. 1 2  「双葉駅の橋上駅舎着工」『交通新聞』交通新聞社、2018年8月10日、1面。

### 利用状況
1. 1 2  “各駅の乗車人員（2023年度）”.   東日本旅客鉄道. 2024年7月22日閲覧。
2. ↑  “各駅の乗車人員（2000年度）”.   東日本旅客鉄道. 2019年2月11日閲覧。
3. ↑  “各駅の乗車人員（2001年度）”.   東日本旅客鉄道. 2019年2月11日閲覧。
4. ↑  “各駅の乗車人員（2002年度）”.   東日本旅客鉄道. 2019年2月11日閲覧。
5. ↑  “各駅の乗車人員（2003年度）”.   東日本旅客鉄道. 2019年2月11日閲覧。
6. ↑  “各駅の乗車人員（2004年度）”.   東日本旅客鉄道. 2019年2月11日閲覧。
7. ↑  “各駅の乗車人員（2005年度）”.   東日本旅客鉄道. 2019年2月11日閲覧。
8. ↑  “各駅の乗車人員（2006年度）”.   東日本旅客鉄道. 2019年2月11日閲覧。
9. ↑  “各駅の乗車人員（2007年度）”.   東日本旅客鉄道. 2019年2月11日閲覧。
10. ↑  “各駅の乗車人員（2008年度）”.   東日本旅客鉄道. 2019年2月11日閲覧。
11. ↑  “各駅の乗車人員（2009年度）”.   東日本旅客鉄道. 2019年2月11日閲覧。
12. ↑  “各駅の乗車人員（2010年度）”.   東日本旅客鉄道. 2019年2月11日閲覧。
13. ↑  “各駅の乗車人員（2011年度）”.   東日本旅客鉄道. 2019年2月11日閲覧。
14. ↑  “各駅の乗車人員（2012年度）”.   東日本旅客鉄道. 2019年2月11日閲覧。
15. ↑  “各駅の乗車人員（2013年度）”.   東日本旅客鉄道. 2019年2月11日閲覧。
16. ↑  “各駅の乗車人員（2014年度）”.   東日本旅客鉄道. 2019年2月11日閲覧。
17. ↑  “各駅の乗車人員（2015年度）”.   東日本旅客鉄道. 2019年2月11日閲覧。
18. ↑  “各駅の乗車人員（2016年度）”.   東日本旅客鉄道. 2019年2月11日閲覧。
19. ↑  “各駅の乗車人員（2017年度）”.   東日本旅客鉄道. 2018年7月6日閲覧。
20. ↑  “各駅の乗車人員（2018年度）”.   東日本旅客鉄道. 2019年7月11日閲覧。
21. ↑  “各駅の乗車人員（2019年度）”.   東日本旅客鉄道. 2020年7月11日閲覧。
22. ↑  “各駅の乗車人員（2020年度）”.   東日本旅客鉄道. 2021年7月22日閲覧。
23. ↑  “各駅の乗車人員（2021年度）”.   東日本旅客鉄道. 2022年8月5日閲覧。
24. ↑  “各駅の乗車人員（2022年度）”.   東日本旅客鉄道. 2023年7月13日閲覧。